# Чирхарт, Билл
Билл Чи́рхарт (англ. Bill Tschirhart; род. 21 марта 1946, Китченер, Онтарио) — канадский кёрлингист и тренер по кёрлингу.
В течение многих лет тренер различных национальных и клубных команд Канады, в 1999—2006 национальный тренер по развитию кёрлинга Ассоциации кёрлинга Канады (англ. Curling Canada’s National Development Coach), консультант подготовки национальных команд по кёрлингу в Канаде, США, Австралии и др. странах.
Автор весьма известного и широко используемого среди кёрлинг-тренеров в разных странах сборника статей по подготовке и тренингу кёрлинг-команд A Pane in the Glass: A Coach’s Companion, статьи Чирхарт в течение 10 лет постепенно размещал в своем блоге.
В 2012 был удостоен почётной награды Ассоциации кёрлинга Канады Curling Canada’s Award of Achievement.

## Результаты как тренера
национальных сборных:
| Год  | Турнир                                          | Сборная                | Место |
| ---- | ----------------------------------------------- | ---------------------- | ----- |
| 1998 | Чемпионат мира по кёрлингу среди мужчин 1998    | США (мужчины)          | 6     |
| 2011 | Чемпионат мира по кёрлингу среди ветеранов 2011 | Канада (ветераны муж.) | 1     |
| 2011 | Чемпионат мира по кёрлингу среди ветеранов 2011 | Канада (ветераны жен.) | 1     |
| 2012 | Чемпионат мира по кёрлингу среди ветеранов 2012 | Канада (ветераны муж.) | 2     |
| 2012 | Чемпионат мира по кёрлингу среди ветеранов 2012 | Канада (ветераны жен.) | 1     |
| 2013 | Чемпионат мира по кёрлингу среди ветеранов 2013 | Канада (ветераны муж.) | 1     |
| 2013 | Чемпионат мира по кёрлингу среди ветеранов 2013 | Канада (ветераны жен.) | 1     |
| 2014 | Чемпионат мира по кёрлингу среди ветеранов 2014 | Канада (ветераны муж.) | 1     |
| 2014 | Чемпионат мира по кёрлингу среди ветеранов 2014 | Канада (ветераны жен.) | 2     |
| 2015 | Чемпионат мира по кёрлингу среди ветеранов 2015 | Канада (ветераны муж.) | 2     |
| 2016 | Чемпионат мира по кёрлингу среди ветеранов 2016 | Канада (ветераны муж.) | 2     |
| 2017 | Чемпионат мира по кёрлингу среди ветеранов 2017 | Канада (ветераны муж.) | 2     |
| 2018 | Чемпионат мира по кёрлингу среди ветеранов 2018 | Канада (ветераны муж.) | 1     |
| 2018 | Чемпионат мира по кёрлингу среди ветеранов 2018 | Канада (ветераны жен.) | 1     |
| 2019 | Чемпионат мира по кёрлингу среди ветеранов 2019 | Канада (ветераны муж.) | 1     |
| 2019 | Чемпионат мира по кёрлингу среди ветеранов 2019 | Канада (ветераны жен.) | 1     |
| 2023 | Чемпионат мира по кёрлингу среди ветеранов 2023 | Канада (ветераны муж.) | 1     |
| 2023 | Чемпионат мира по кёрлингу среди ветеранов 2023 | Канада (ветераны жен.) | 1     |
| 2023 | Чемпионат Европы по кёрлингу 2023               | Дания (мужчины)        | 17    |

клубных команд:
| Год  | Турнир                                          | Скип команды                                        | Место |
| ---- | ----------------------------------------------- | --------------------------------------------------- | ----- |
| 2003 | Кубок Канады по кёрлингу 2003                   | Кевин Кюи                                           | 7     |
| 2008 | Чемпионат Канады по кёрлингу среди мужчин 2008  | Северо-Западные территории/ Юкон (скип: Chad Cowan) | 12    |
| 2009 | Чемпионат Канады по кёрлингу среди юниоров 2009 | Британская Колумбия (скип: Bryan Kedziora)          | 6     |
| 2015 | Чемпионат Канады по кёрлингу среди мужчин 2015  | Юкон (скип: Sarah Koltun)                           | 14    |
| 2015 | Чемпионат Канады по кёрлингу среди мужчин 2015  | Юкон (скип: Bob Smallwood)                          | 13    |
| 2016 | Чемпионат Канады по кёрлингу среди мужчин 2016  | Юкон (скип: Bob Smallwood)                          | 14    |
| 2017 | Чемпионат Канады по кёрлингу среди мужчин 2017  | Юкон (скип: Sarah Koltun)                           | 14    |
| 2018 | Чемпионат Канады по кёрлингу среди мужчин 2018  | Британская Колумбия (скип: Kesa Van Osch)           | 14    |
| 2022 | Чемпионат Канады по кёрлингу среди женщин 2022  | Юкон (скип: Hailey Birnie)                          | 17    |